# Брунетівка
Бруне́тівка — село в Україні, у Старовижівській селищній громаді Ковельського району (до 2020 року в Старовижівському районі)  Волинської області. Населення становить 327 осіб.

## Географія
Село розташоване на правому березі річки Вижівки.

## Історія
У 1906 році село Седлищенської волості Ковельського повіту Волинської губернії. Відстань від повітового міста 26 верст, від волості 8. Дворів 48, мешканців 401.
До 11 липня 2018 року підпорядковувалась Поліській сільській раді Старовижівського району Волинської області.

## Населення
Згідно з переписом УРСР 1989 року чисельність наявного населення села становила 336 осіб, з яких 152 чоловіки та 184 жінки.
За переписом населення України 2001 року в селі мешкало 325 осіб. 100 % населення вказало своєю рідною мовою українську мову.